# Anthene balliston
Anthene balliston är en fjärilsart som beskrevs av Jacob Hübner 1823. Anthene balliston ingår i släktet Anthene och familjen juvelvingar. Inga underarter finns listade i Catalogue of Life.